# Zasłużony Działacz Kultury (Azerbejdżan)
Zasłużony Działacz Kultury (azer. Əməkdar mədəniyyət işçisi) – azerbejdżański tytuł honorowy ustanowiony w maju 1999 roku. Nadawany jest m.in. pracownikom instytucji kulturalnych i oświatowych, a także redaktorom prasy, którzy przepracowali w zawodzie co najmniej 20 lat.